# Orel (rymdfarkost)
Orel (ryska: Орёл, svenska: örn)  eller Orjol, tidigare Federation (ryska: Федерация  Federatsija), och PPPTS ( ryska: Перспективная Портативный Пилотируемая Транспортная Система , svenska: Prospektivt bärbart pilotsystem), är ett projekt som drivs av ryska rymdflygstyrelsen Roskosmos och som syftar till att utveckla en delvis återanvändbar rymdfarkost. Målet med projektet är att utveckla en nästa generations rymdfarkost för att ersätta rymdfarkosten Sojuz som utvecklades av Sovjetunionen på 1960-talet, för att stödja låg omloppsbana kring jorden och uppdrag till Månen. Dess funktion liknar den amerikanska rymdkapseln Orions funktion.

## Historik
PPPTS-projektet startades efter ett misslyckat försök av Ryssland och Europeiska rymdorganisationen (ESA) att gemensamt utveckla Crew Space Transportation System (CSTS). Efter att ESA:s medlemsländer avböjde att finansiera Kliper år 2006 på grund av oro över arbetsfördelning och sedan återigen avböjde fortsatt finansiering av utvecklingen av CSTS 2009 på grund av risken för tekniköverföring till Ryssland som kunde användas för militära ändamål, beställde den ryska federala rymdstyrelsen en ny bemannad rymdfarkost från ryska företag. Ett utvecklingskontrakt tilldelades RKK Energia den 19 december 2013. 
Orel är avsedd att kunna bära besättningar om upp till fyra personer upp till omloppsbana kring jorden och vidare ut i rymden, med olika massversioner som är lämpliga för 5, 14 eller 30 dagar långa uppdrag. Om den är dockad med en rymdstation ska den kunna stanna i rymden i upp till ett år, vilket är dubbelt så länge som rymdfarkosten Sojuz. Rymdfarkosten ska kunna skicka kosmonauter till omloppsbana kring månen, specifikt till en planerad rymdstation som ska kretsa kring månen.

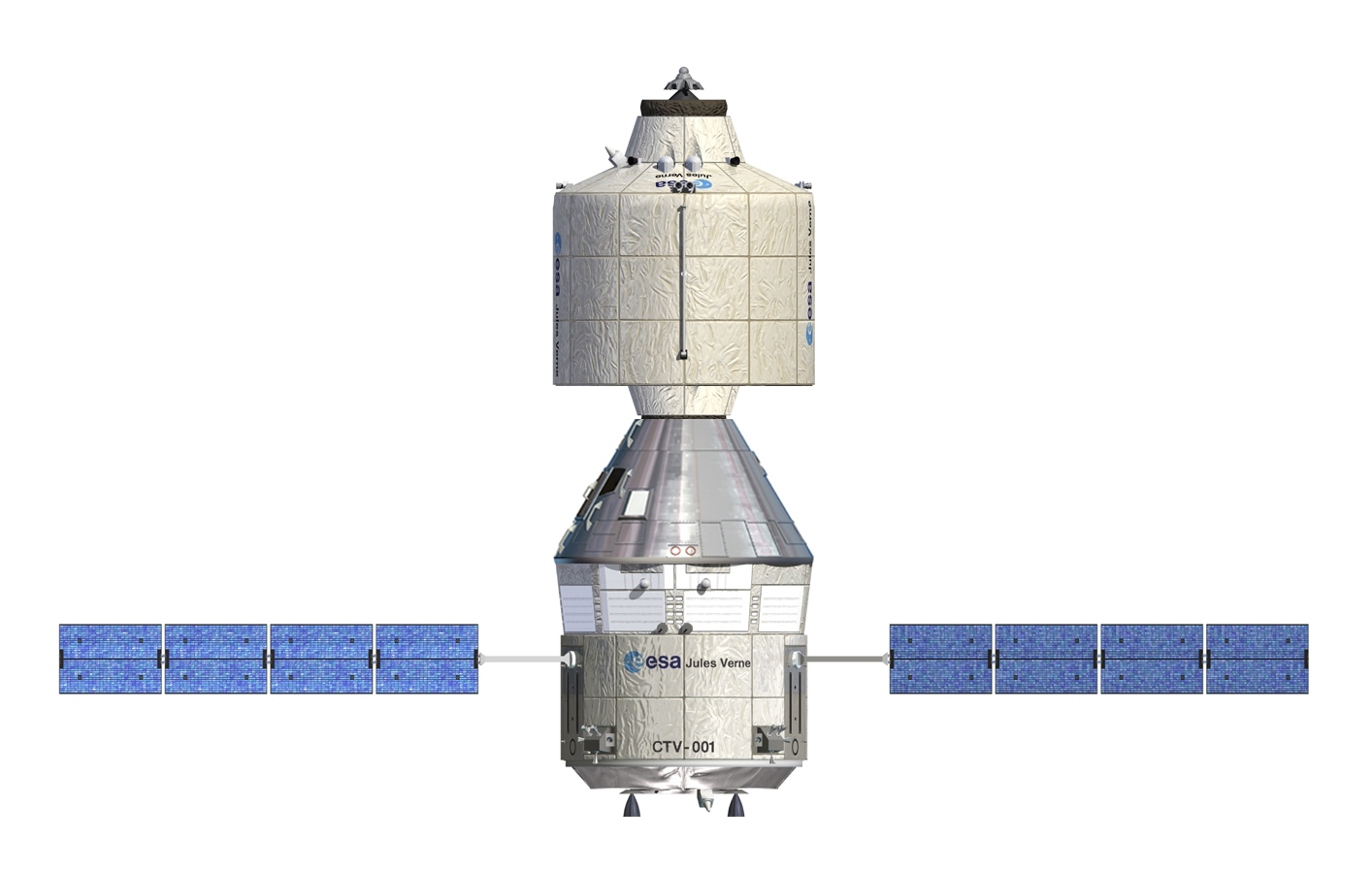
Tidigare föreslagen CSTS-design.

ESA sträckte först ut handen och frågade om de kunde vara en del av USA:s Constellationprogram. NASA fokuserade på sin Orion-rymdfarkost, men de ville inte dela utvecklingen med ESA. Följaktligen beslutade Europa att samutveckla en ny generation bemannade rymdfarkoster tillsammans med Ryssland. ESA insisterade på en gemensam design snarare än den ryskdesignade Kliper, och som ett resultat kom det gemensamma ryska/europeiska CSTS-projektet till. CSTS hade avslutat en första studiefas, som varade i 18 månader från september 2006 till våren 2008. Projektet lades ner inför en ESA-medlemkonferens i november 2008. ESA beslutade att använda en del teknik från CSTS-projektet från dess Automated Transfer Vehicle. 
Den ryska rymdorganisationen Roskosmos hade upprepade gånger fått förslag från det Moskvabaserade företaget Chrunitjev om att utveckla en ny generation bemannade rymdfarkoster baserade på TKS som skulle kunna skjutas upp på den nya Angara-raketen. Med hänvisning till behovet av en ny bemannad rymdfarkost, beslutade Ryssland att gå vidare med projektet på egen hand efter att ESA hade hoppat av CSTS.

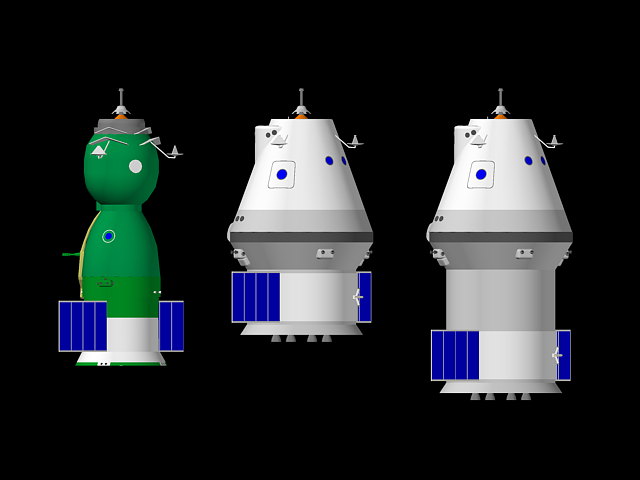
Från vänster till höger: Sojuz, CSTS för uppdrag i låg jordomloppsbana, ACTS för uppdrag i omloppsbana kring månen.

Första kvartalet 2009 hade Roskosmos färdigställt sina krav för nästa generations rymdfarkoster och hade fått förslag från både RKK Energia och Chrunitjev. Detta var början på PPTS-projektet. Myndigheten var redo att meddela vilket företag som skulle få huvudansvaret för utvecklingen av den nya kapseln. Formellt deltog endast de två tidigare nämnda organisationerna, RKK Energia i Korolev och Chrunitjev i Moskva, i regeringens anbudsförfarande för att bygga den nya rymdfarkosten.
Även om Roskosmos har varit tystlåtna kring projektet har ett antal ryska tjänstemän uttalat sig och antytt om olika stadier av projektet. Den 21 januari 2009 sade chefen för Roskosmos, Anatolij Perminov, till den ryska tidningen Rossijskaja gazeta att Ryssland sannolikt skulle fortsätta med oberoende utveckling av nästa generations rymdfarkoster. Enligt Perminov hade byrån och dess främsta forsknings- och certifieringscenter – TsNIIMasj – redan genomfört ett utökat möte med det vetenskapliga och tekniska rådet (NTS) där man undersökte framtida transportsystem, inklusive nästa generations bemannade farkost. Det skulle följas av en statlig upphandling för att välja en utvecklare för det nya fordonet. Perminov indikerade vidare att den nya rymdfarkosten skulle förväntas komma i drift inom samma tidsram som USA:s Orion-rymdfarkost, men en mer detaljerad utvecklingsplan skulle vara klar, tillsammans med den preliminära designen av fordonet, i mitten av 2010.
Under första kvartalet 2009 släppte Roskosmos krav som användes i utvecklingen av det tekniska uppdraget till den del av branschen som arbetar med PPTS-projektet. Den preliminära utvecklingen av projektet förväntades äga rum mellan mars 2009 och juni 2010. Kostnaden uppskattades till cirka 800 000 000 rubel (ca 206 miljoner kronor). Arbetet täckte bara en version av rymdfarkosten som kretsar runt jorden, men den skulle lägga grunden för senare månfarkoster, kanske till och med ett fordon som skulle kunna föra besättning till Mars.
Myndighetens allmänna krav gjorde gällande att industrin skulle utveckla ett fordon av utländsk standard sett till dess tekniska kapacitet och kostnad, samtidigt som det skulle använda så mycket befintlig teknik som möjligt.
I november 2019 tillkännagavs att den första testflygningen var planerad till 2023 och den första besättningsflygningen 2025. En återanvändbar fraktversion planeras för att ersätta Progress.
I februari 2022 sades den första obemannade testflygningen planerades att ske 2024. 

## Preliminär design

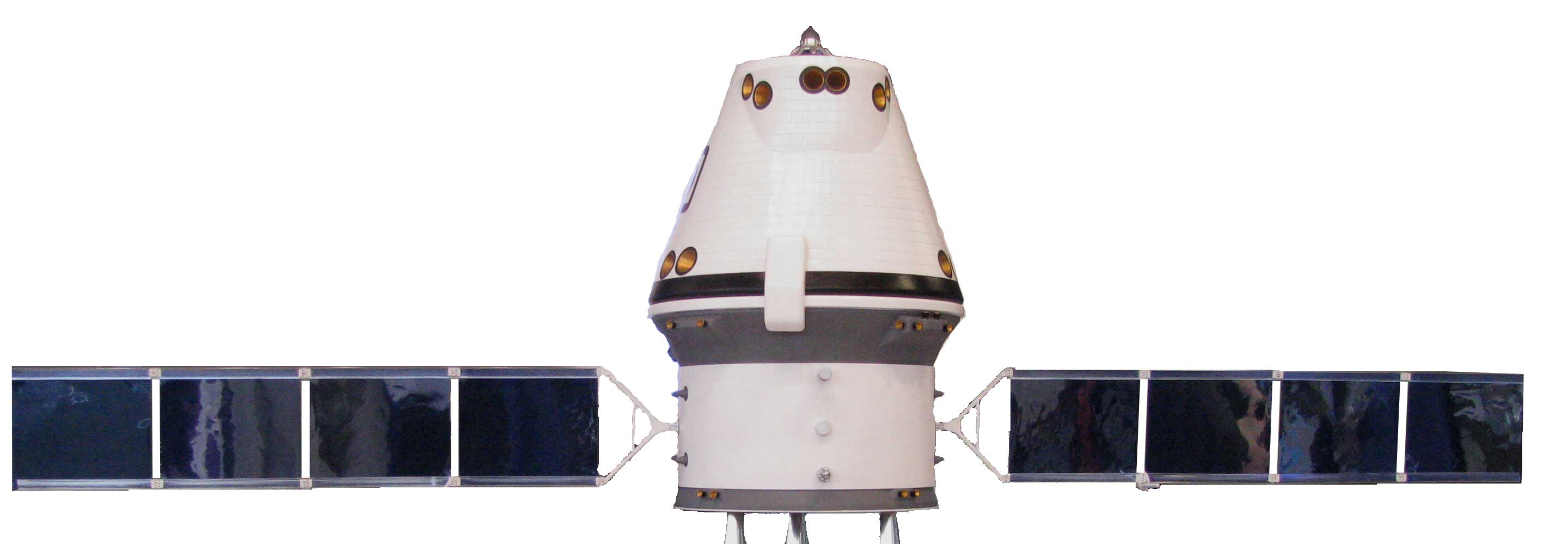
Tidigare föreslagen PPTS-design.

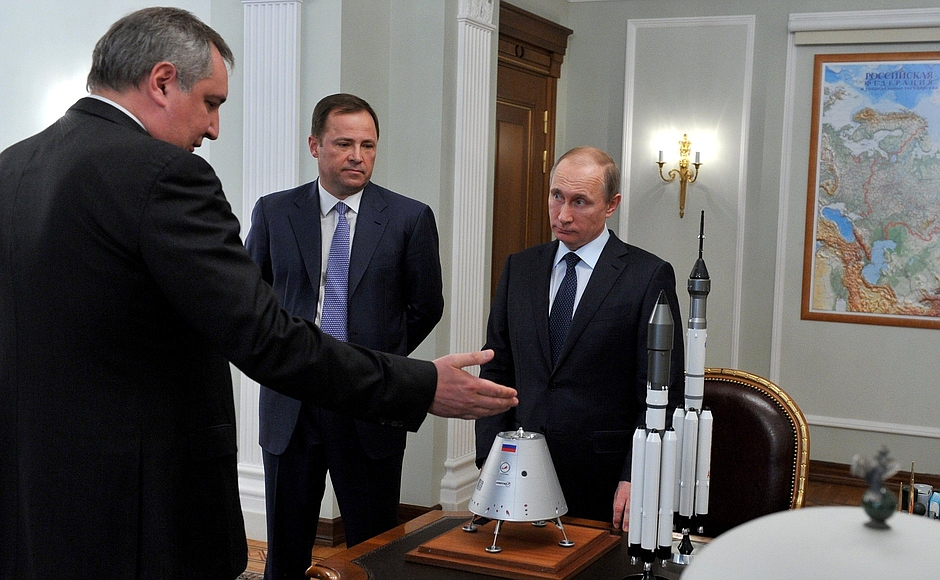
Rogozin, Igor Komarov och Putin med modeller av rymdfarkosten och raketen Angara A5 (2015).

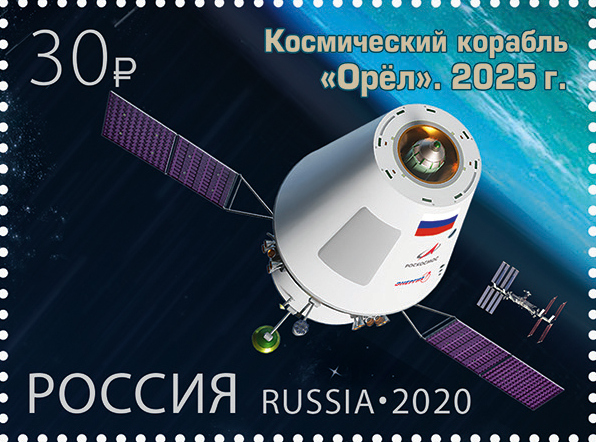
Orel på ett ryskt frimärke 2020.

Roskosmos har föreställt sig flera versioner av rymdfarkosten, konfigurerbara för låg omloppsbana, månuppdrag och obemannade uppdrag.
Information om den föreslagna rymdfarkosten som släpptes 2009 indikerade att versionen avsedd att kretsa kring jorden skulle väga 12 ton och bära en besättning på sex rymdfarare, tillsammans med minst 500 kg last. Den skulle kunna flyga 30 dagar långa autonoma uppdrag, eller ett år långa uppdrag om den är dockad till ISS i omloppsbana, med lutningen 51,6 grader, och till den framtida ryska rymdstationen som skjuts upp från Vostotjnyj till en 51,8-gradig omloppsbana.
Månversionen skulle väga 16,5 ton, ha fyra säten och kunna frakta 100 kg last fram och tillbaka. Den skulle kunna flyga 14 dagar långa uppdrag för att kretsa kring månen på egen hand eller vara dockad till den föreslagna ryska rymdstationen i omloppsbana kring månen i upp till 200 dagar. 
Den obemannade fraktversionen av fordonet ska kunna bära minst 2 000 kg till jordens omloppsbana och föra tillbaka minst 500 kg till planetens yta. 
Från och med mars 2009 ställde Roskosmos kravet att bemannade versioner av kapseln ska ha en noggrannhet vid landning på 10 kilometer, samtidigt som utvecklarna uppmanades att fortsätta arbetet med olika lägen för högprecisionslandning. Nödflykts- och landningsförmåga var obligatoriskt för varje fas av uppdraget och skulle ge besättningen förmåga att överleva tills räddnings- och hämtningsteamen anlände.
Fordonet ska, liksom Sojuz, vara vinglöst och kunna utföra både helautomatisk och manuell dockning, och ha tillräckliga framdrivningsförmåga under transportuppdrag för att docka och omdocka med andra fordon i omloppsbana och sedan sörja för återinträde i atmosfären och säker landning på Jorden. Designkraven på återinträdeskapseln uttryckte att endast miljösäkra drivmedel fick användas under den del av flygningen som sker i atmosfären. Roskosmos reserverade sig för att göra rymdfarkostens besättningsmodul återanvändbar och räknade med att en konformad kapsel möjligen skulle kunna flyga upp till 10 uppdrag under en femtonårig livslängd.
Det har föreslagits att fordonet endast kommer använda raketmotorerna för att bromsa under landning, till skillnad från Sojuz-kapseln som förlitar sig på en fallskärm för att bromsa nedstigningen och raketmotorer sista sekunden för att få en mjukare landning.

## Bärraket

### Rus-M
I början av 2009 inleddes en formell branschövergripande upphandling för utvecklingen av bärraketen som skulle skjuta upp PPTS. Även om Roskosmos försenade tillkännagivandet av vinnaren hävdade många inofficiella källor i Ryssland att TsSKB Progress skulle leda utvecklingen av den nya raketen. Man trodde att bärraketen, med namnet Rus-M, skulle ha ett vanligt förstasteg och ett varierande antal boosterraketer, var och en utrustad med kraftfulla RD-180-motorer, som drivs av en blandning av flytande syre och fotogen. Motorn utvecklades ursprungligen av det Moskva-baserade NPO Energomasj för den amerikanska Atlas V-raketen och motorernas prestanda har hittills varit imponerande. Det andra steget förväntades ha två stycken RD-0124-motorer, som för närvarande används på Sojuz-2-raketen. Båda stegen skulle alltså ha utrustats med befintliga motorer, vilket kraftigt minskat kostnaderna och de övergripande riskerna för projektet.  I oktober 2011 tillkännagavs att Rus-M-programmet ställdes in.

### Angara

Olika designer för Angararaketer.

I juli 2012 rapporterades det att Angara A5 kommer att användas som den nya bärraketen för Orel. I september 2022 förväntades den första obemannade uppskjutningen av Orel ske år 2024. Den första bemannade flygningen är planerad till 2025. Rymdfarkosten kommer att lyftas av en Angara A5 från kosmodromen i Vostotjnyj.